# Scyphostelma confusum
Scyphostelma confusum är en oleanderväxtart som först beskrevs av R.W.Holm, och fick sitt nu gällande namn av Liede och Meve. Scyphostelma confusum ingår i släktet Scyphostelma och familjen oleanderväxter. Inga underarter finns listade i Catalogue of Life.